# 鄧州市
鄧州市（とうしゅう-し）は中華人民共和国河南省南陽市に位置する県級市。

## 行政区画
- 街道:古城街道、花洲街道、湍河街道
- 鎮:羅荘鎮、汲灘鎮、穣東鎮、孟楼鎮、林扒鎮、構林鎮、十林鎮、張村鎮、都司鎮、趙集鎮、劉集鎮、桑荘鎮、彭橋鎮、白牛鎮、腰店鎮、九竜鎮、文渠鎮、高集鎮、夏集鎮、陶営鎮、小楊営鎮
- 郷:張楼郷、裴営郷、竜堰郷

## 名所
- 花洲書院